# Kanal 7
Kanal 7 (en español, Canal 7) es un canal de televisión de origen turco de cobertura nacional, fundado en 1994. Tiene una licencia de transmisión vía terrestre y también está disponible en toda Turquía por satélite. Tiene su sede en el Distrito de Eyüp, Estambul, de propiedad de Kanal 7 Media Group.
Kanal 7 comenzó a transmitir en Estambul el 27 de julio de 1994 por orden del presidente del Partido del Bienestar, Necmettin Erbakan.  De 1995 a 1997, Ayşe Önal organizó un programa de debate llamado Minefield en Kanal 7 que reunió a judíos, armenios y turcos cinco días a la semana de una manera que no se había visto anteriormente en la televisión turca.
Las series más conocidas del canal son Elif, Yemin, Emanet, Esaret, Kan Çiçekleri y Rüzgarlı Tepe.

## Logotipos

Elif, su serie más conocida y más larga hasta la fecha.

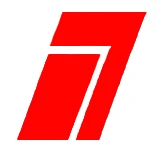
1994-1999
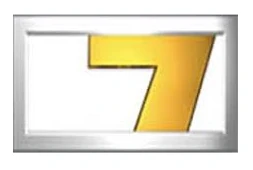
1999-2002
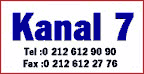
1999-2000

## Series producidas
- Elif (2014 - 2019)
- Yemin (2019 - 2022)
- Emanet (2020 - 2025)
- Esaret (2022 - 2025)
- Kan Çiçekleri (2022 - 2025)
- Fedakar (2023)
- Rüzgarlı Tepe (2024 - 2025)
- Gelin (2024 - presente)
- Bir Yemin Ettim (2024 - 2025)
- Kuma (2025 - presente)